# Рагна Ауднадоуттир
Рагна Ауднадоуттир (исл. Ragna Árnadóttir; род. 30 августа 1966, Рейкьявик) — исландский юрист и государственный деятель. Заведующая альтинга с 2019 года. Министр юстиции и по делам церкви (2009), министр юстиции и прав человека (2009—2010).

## Биография
Родилась 30 августа 1966 года в Рейкьявике. Родители: учительница средней школы Гвюдрун Рагнарсдоуттир (Guðrún Ragnarsdóttir; род. 27 сентября 1947) и инженер Аудни Бьёдн Йоунассон (Árni Björn Jónasson; 19 июля 1946 — 31 мая 2020).
Окончила Рейкьявикскую среднюю школу второй ступени (MA) в 1986 году.
В 1991 году окончила Исландский университет (HÍ), где получила юридическое образование. Получила степень магистра права (LL.M.) по европейскому праву в Лундском университете в 2000 году.
В 1991—1995 годах работала юристом в альтинге.
В 1995—1999 годах работала специалистом в офисе Северного совета в Стокгольме, а затем в Копенгагене.
В 2001—2002 годах — директор департамента в Министерстве здравоохранения и социального обеспечения.
В 2002—2003 годах — служащий в Апелляционной комиссии по конкуренции. В 2003—2004 годах — служащий в Комиссии по рассмотрению жалоб в соответствии с Законом об официальном надзоре за финансовой деятельностью.
В 2002—2009 годах — заведующий в Министерстве юстиции и по делам церкви Исландии, в 2006—2009 годах также заместитель директора министерства, в апреле — октябре 2008 года — исполняющая обязанности директора.
В 2002—2005 годах — в Руководящем Комитете по правам человека (CDDH) Совета Европы, в 2002—2009 годах — председатель исландской делегации в Группе государств по борьбе с коррупцией (GRECO) Совета Европы.
В составе делегаций Исландии в надзорных комитетах ООН: Комитете по правам человека (CCPR) (2005), Комитете по ликвидации расовой дискриминации (CERD) (2005) и Комитете по правам ребёнка (2003 и 2006).
В 2002—2003 годах — председатель рабочей группы по проведению полного пересмотра законов и постановлений об исполнении уголовных наказаний. В 2004 году — председатель комиссии по пересмотру положений Закона о государственных праздниках. Председатель редакционной коллегии «Свода законов» (Lagasafn) с 2004 года. В 2004—2006 годах — председатель рабочей группы, которая изучала законодательство зарубежных стран. Председатель рабочей группы по разработке «Справочника по оформлению и подготовке законопроектов» (Handbók um frágang og undirbúning lagafrumvarpa), изданного в 2007 году. 
В 2004—2008 годах — заместитель председателя комиссии по рассмотрению жалоб на равенство. Председатель комиссии по вопросам косвенных доказательств по уголовным делам при министре юстиции и по делам церкви с 2008 года. В 2005—2007 годах в комиссии по мерам против отмывания денег при министре торговли. В 2004—2006 годах — в комиссии по пересмотру санкций за экономические преступления при премьер-министре.
В 2006—2008 годах — преподаватель юридического факультета Университета Рейкьявика.
В январе 2009 года — исполняющая обязанности заведующего и заместителя директора в канцелярии премьер-министра.
1 февраля 2009 года назначена министром юстиции и по делам церкви во временном коалиционном правительстве во главе с премьер-министром Йоуханной Сигюрдардоуттир. 10 мая назначена министром юстиции и прав человека. Сохранила пост в следующем коалиционном правительстве Йоуханны Сигюрдардоуттир. При перестановках в правительстве 2 сентября 2010 года отправлена в отставку.
В течение восьми лет, в 2012—2019 годах работала заместителем директора национальной энергетической компании Landsvirkjun.
С 2019 года — заведующая альтинга.
Назначена директором Landsnet, государственного оператора системы передачи (TSO) и системного оператора электрической системы. Вступит в должность 1 августа.

## Личная жизнь
Замужем за зубным врачом Магнусом Йоуном Бьёднссоном (Magnús Jón Björnsson).